# کولبرت ۹۱۶۴
سیارک ۹۱۶۴ (به انگلیسی: 9164 Colbert، نامگذاری:1987SQ) نه هزار و صد و شصت و چهارمین سیارک کشف شده‌است که در ۱۹ سپتامبر ۱۹۸۷ کشف شد.
قدر مطلق سیارک برابر ۱۳٫۰۰ است.